# Laboissière-en-Thelle
Laboissière-en-Thelle település Franciaországban, Oise megyében. Lakosainak száma 1330 fő (2022. január 1.). Laboissière-en-Thelle Silly-Tillard, Andeville, Corbeil-Cerf, Le Coudray-sur-Thelle, Méru, Mortefontaine-en-Thelle, Noailles, Sainte-Geneviève és La Drenne községekkel határos.

## Népesség
A település népességének változása:
| Lakosok száma | 1292 | 1312 | 1356 | 1347 | 1347 | 1347 | 1339 | 1335 | 1330 |
|               | 2013 | 2015 | 2016 | 2017 | 2018 | 2019 | 2020 | 2021 | 2022 |